# Ulici

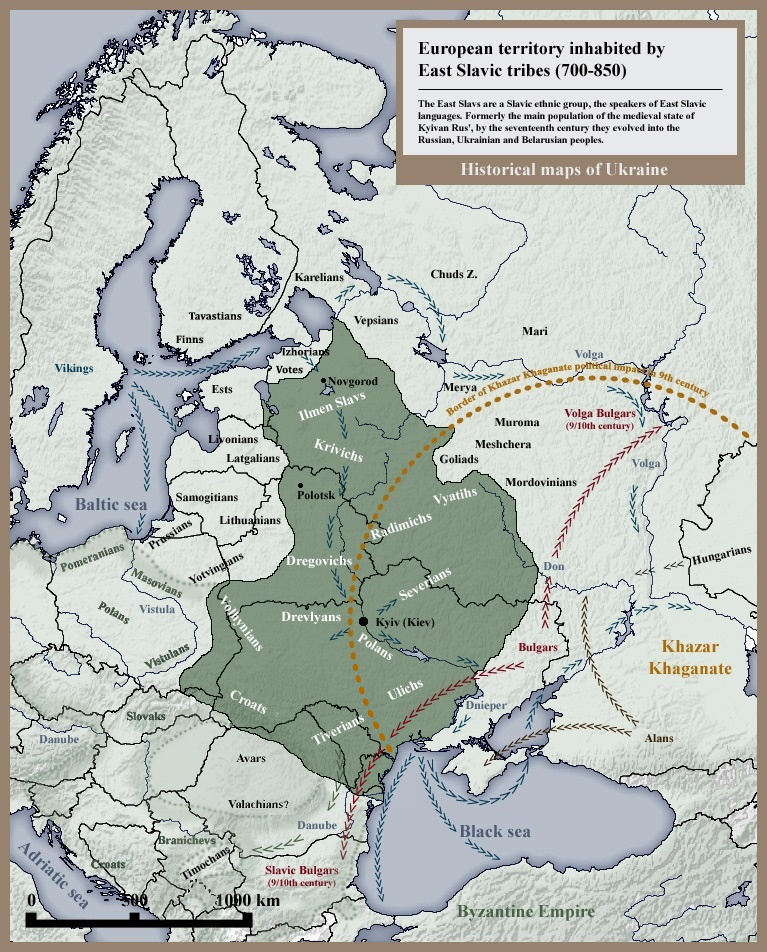
Harta răspândirii triburilor slave între secolele VIII și IX

Ulicii (sau Uglici) au fost un trib slav, care între secolele VIII și X, au populat (împreună cu Tiverții) teritoriile de-a lungul Niprului inferior, Bugului de Sud, până la interspațiul Prut-Nistru și litoralul Mării Negre (teritoriul de astăzi al Republicii Moldova și vestul Ucrainei). Numele tribal provine de la locația lor în Basarabia, numit Ugol ("colț" în slavă) și Ογλος ("unghi sau colț" în greacă).
Ulicii au purtat îndelungate lupte împotriva căpeteniilor Rusiei Kievene: Oleg, Igor și Sviatoslav pentru independența lor, până când un comandant rus, Sveneld a capturat capitala lor, Peresecen (lângă Orhei, Republica Moldova de astăzi), în jurul anului 940. Ulicii au fost pentru ultima dată menționați în anii 970.